# Sperrung der Wikipedia in der Türkei

Seit der Sperre von Wikipedia verwendete die türkischsprachige Wikipedia das Logo von Wikipedia mit einem symbolischen Zensurbalken über dem Schriftzug.

Am 29. beziehungsweise 30. April 2017 verfügte die türkische Regierung eine Sperre des Zugangs zur Wikipedia für Nutzer in der Türkei. Dies betraf alle Sprachversionen der Online-Enzyklopädie.
Am 26. Dezember 2019 entschied das Verfassungsgericht der Republik Türkei, dass die Sperre von Wikipedia gegen die Meinungsfreiheit in der Türkei verstößt und aufgehoben werden muss. Am 15. Januar 2020 wurde die Sperre aufgehoben.

## Verlauf

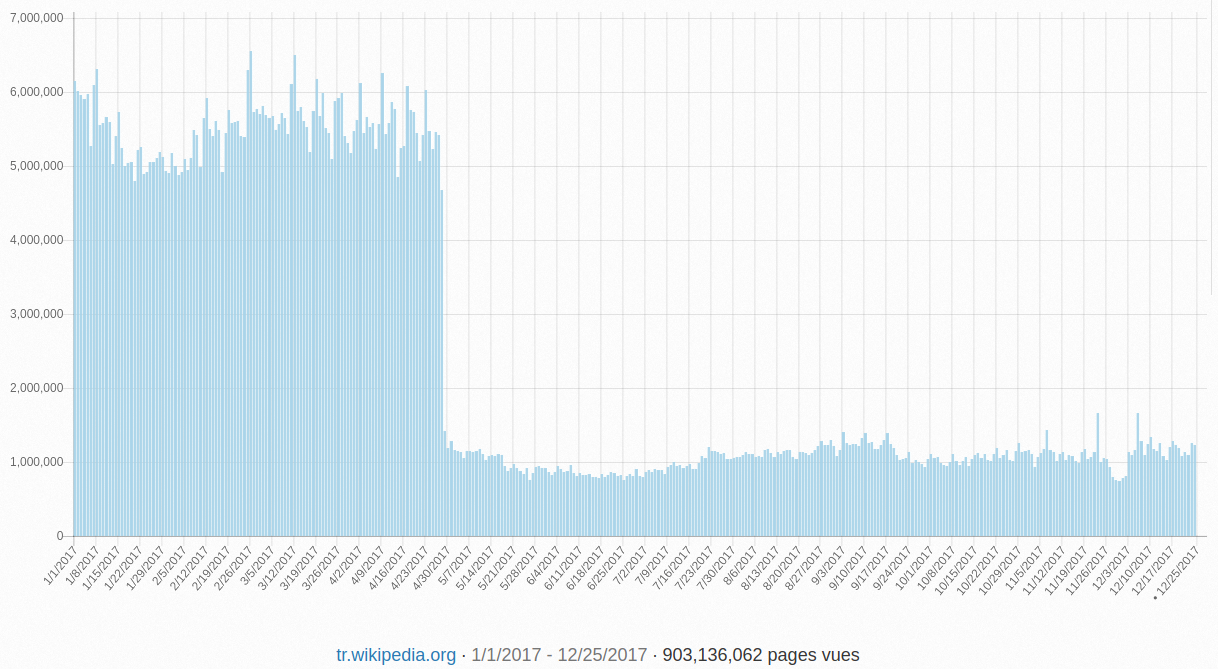
Auswirkung des türkischen Wikipedia-Blocks am 29. April 2017 auf die Seitenabrufe der türkischsprachigen Wikipedia

Am Morgen des 29. April 2017 gab die Organisation Turkey Blocks, die sich mit der Presse- und Internetzensur in der Türkei auseinandersetzt, bekannt, dass ab 8 Uhr Ortszeit bei mehreren Internetdienstanbietern wie Uydunet, Turkcell und anderen Festnetz- und Mobilfunkanbietern der Zugriff auf alle Sprachversionen von Wikipedia gesperrt wurde. Bei einem Anbieter, TTNET, erfolgte die Sperre nur teilweise. Der Ausfall der Verfügbarkeit wurde als mit zur Zensur bestimmten Internetfiltern übereinstimmend beschrieben. Die zuständige Telekommunikationsbehörde Bilgi Teknolojileri ve İletişim Kurumu (BTK) gab bekannt, dass die Seite wikipedia.org entsprechend einer einstweiligen Verordnung gesperrt wurde.
Betroffen waren neben der türkischsprachigen und der englischsprachigen Wikipedia, die in der Türkei am meisten gelesen werden, auch alle anderen Sprachversionen der Wikipedia.
In einer englischsprachigen Twitter-Nachricht vom 30. April 2017 wurden von der BTK folgende Gründe dafür genannt:
“• Despite all the efforts, the content that falsely claims Turkey's support for terrorist organizations was not removed from Wikipedia.

• This content was not allowed to be edited with accurate information.

• Since Wikipedia broadcasts in HTTPS protocol, it is technically impossible to filter by individual URL's to block only relevant content.

• Therefore, entire Wikipedia content had to be filtered.

• Wikipedia editors must do what is necessary for this and similar content.”
Übersetzung:
„• Trotz aller Anstrengungen wurde der Inhalt, der fälschlicherweise die Unterstützung von Terrororganisationen durch die Türkei behauptete, nicht von Wikipedia entfernt.

• Es war nicht erlaubt, diesen Inhalt mit korrekten Informationen zu bearbeiten.

• Da Wikipedia das HTTPS-Protokoll benutzt, ist es technisch nicht möglich, URLs individuell zu filtern, um nur die fraglichen Inhalte zu blockieren.

• Daher musste die gesamte Wikipedia gefiltert werden.

• Autoren der Wikipedia müssen für diesen Inhalt und für ähnliche Inhalte tun, was notwendig ist.“

## Rechtliches Verfahren
Die Presse- und Meinungsfreiheit in der Türkei ist durch Artikel 26 der türkischen Verfassung von 1982 garantiert, aber de facto wiederholt Eingriffen ausgesetzt. Das Verfahren bei einer Sperrung und dessen Kontrolle durch Gerichte ist im Gesetz Nr. 5651 geregelt.
Das zweite Zivil-Friedensgericht in Ankara nannte als Ursache der Sperrung die folgenden englischsprachigen Wikipedia-Artikel:
- State-sponsored terrorism – Turkey
- Foreign involvement in the Syrian Civil War – Turkey

In diesen Artikeln war nach Meinung der verantwortlichen türkischen Behörden fälschlicherweise behauptet worden, dass die Türkei Terrororganisationen unterstütze. Am 5. Mai 2017 lehnte ein Richter des ersten Strafgerichts in Ankara den Antrag der Wikimedia Foundation mit Sitz in San Francisco auf Aufhebung der Sperre ab.
Daraufhin legte die Foundation Verfassungsbeschwerde vor dem Verfassungsgericht der Republik Türkei ein. Am 26. Dezember 2019 gab das Verfassungsgericht der Klage der Foundation statt und entschied, dass die Blockade von Wikipedia gegen die Meinungsfreiheit verstößt. Die Umsetzung des Urteils wurde an ein Gericht in Ankara übermittelt. Wikimedia Deutschland nannte die Entscheidung einen großen Erfolg.
Die Wikimedia Foundation hatte ebenfalls beim Europäischen Gerichtshof für Menschenrechte Klage eingereicht.
Der türkische Transportminister Ahmet Arslan forderte im Sender NTV, dass Wikipedia ein Vertretungsbüro in der Türkei einrichten und Steuern zahlen solle.

## Reaktionen
Die Istanbuler Stadtverwaltung lud den Gründer der Wikipedia Jimmy Wales am 2. Mai 2017 von einer Expo-Veranstaltung aus. Wales sei von der Einladungsliste der „Weltstädte Expo Istanbul 2017“ vom 15. bis zum 18. Mai gestrichen worden, teilte die türkische Stadtverwaltung ohne Angabe von Gründen mit.
Weltweit gab es zahlreiche Berichte und Kommentare in den Printmedien über die Wikipedia-Sperre in der Türkei.
Constanze Kurz berichtete in der Frankfurter Allgemeinen Zeitung am 2. Mai 2017 unter den Schlagzeilen Wenn die „nationale Sicherheit“ bedroht ist, darf die türkische Regierung Webseiten sperren – und macht davon häufig Gebrauch. Jetzt hat es Wikipedia getroffen. Ein weiterer Willkür-Akt Erdogans. Es sei in der Türkei bereits eine gewisse Gewöhnung eingetreten, was Zensurmaßnahmen und Zugangserschwerungen angehe, es seien in den vergangenen Jahren einfach zu viele Websites gesperrt worden.
Ähnlich berichteten im Fernsehen die deutsche Hauptnachrichtensendung Tagesschau und der Europadienst der BBC.

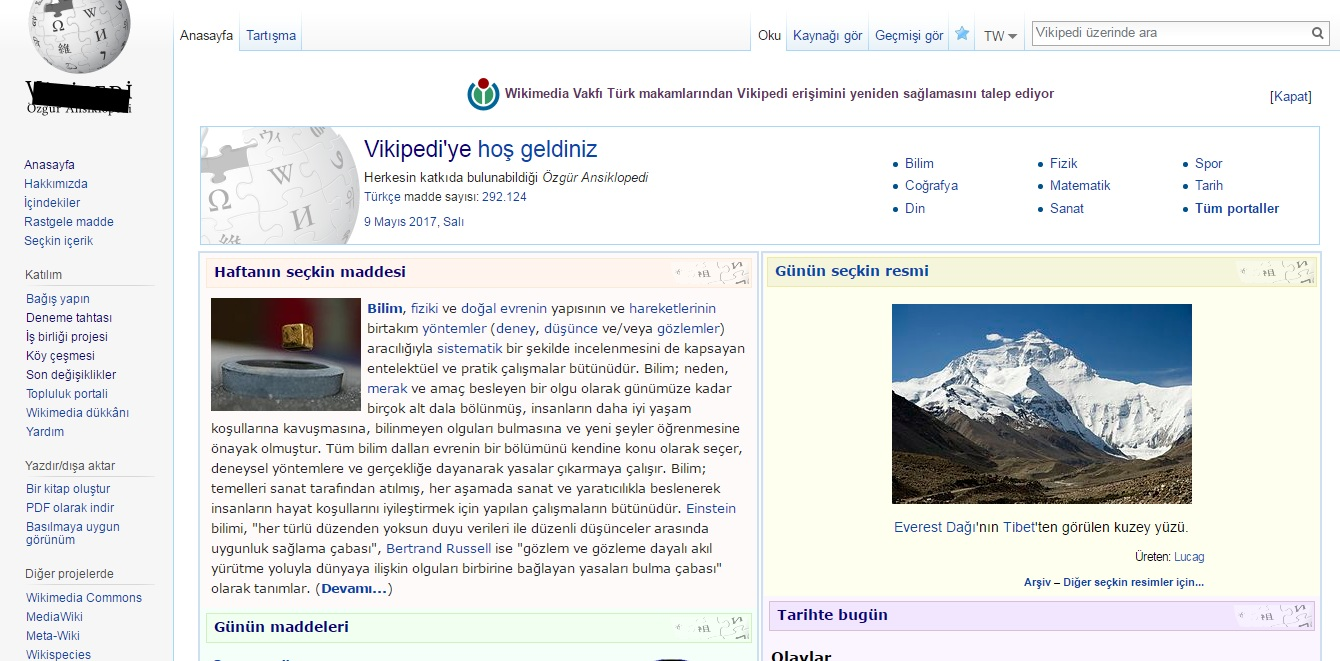
Screenshot der türkischsprachigen Wikipedia mit Protest-Logo

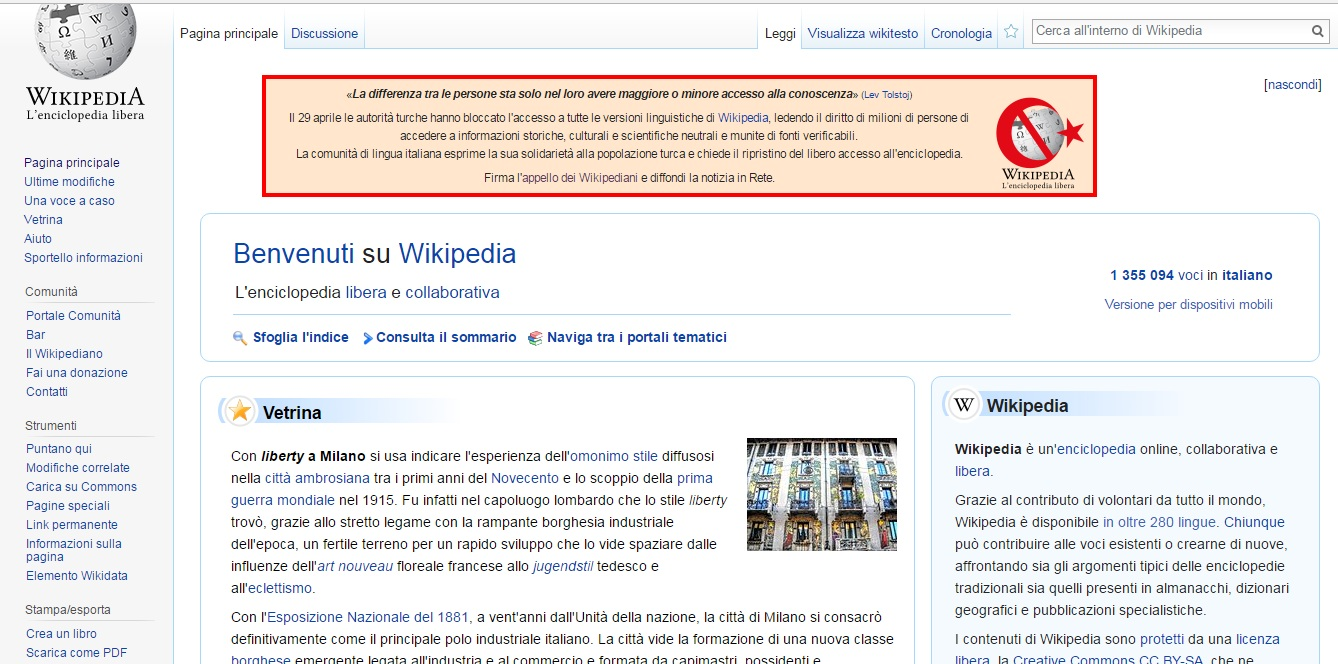
Screenshot der italienischsprachigen Wikipedia mit Banner gegen die türkische Sperre

Die Wikimedia-Stiftung forderte in einer öffentlichen Erklärung türkische Behörden auf, den Zugang zu Wikipedia wiederherzustellen, und prüfte, wie die Sperre vor türkischen Gerichten angefochten werden kann. Gleichzeitig wurde von Wikipedia-Autoren ein Aufruf mit Unterschriftenliste gegen die türkische Sperre eingerichtet.
Die türkischsprachige Wikipedia legte als Protest symbolische Zensurbalken über ihr Logo, und die hebräische und italienischsprachige Wikipedia protestierten mit Bannern gegen die türkische Sperre.
Der türkische Autor und Literatur-Nobelpreisträger Orhan Pamuk verwies in einem Interview vom 26. Mai 2017 darauf, wie populär die Wikipedia in der Türkei gerade unter Konservativen ist: „Sie füllen die Seiten von ‚vikipedi‘ mit ausführlichen Artikeln zur Geschichte der Türkei.“ Entsprechend verständnislos reagierte Pamuk auf die Sperrung der gesamten Wikipedia in der Türkei: Die Aktion offenbare „ein erhebliches Maß an Ungeschick, an Willkür, sogar an Verantwortungslosigkeit“.
Am 30. April 2018 gab die Präsidentschaftskandidatin Akşener der IYI-Partei bekannt, sollte sie zur Präsidentin gewählt werden, werde der Zugang zur Wikipedia wieder hergestellt.
Um die Wikipedia-Sperre in der Türkei zu umgehen, konnte man das Tor-Netzwerk und VPN-Dienste verwenden. Aber auch gegen diese Dienste ging die türkische Regierung vor, und einige funktionierten nicht mehr in der Türkei. Verwendung fand auch eine Offline-Wikipedia, wie es die freie Software Kiwix ermöglicht, die seit der Wikipedia-Sperre in der Türkei 400 Prozent mehr Downloads verzeichnete.

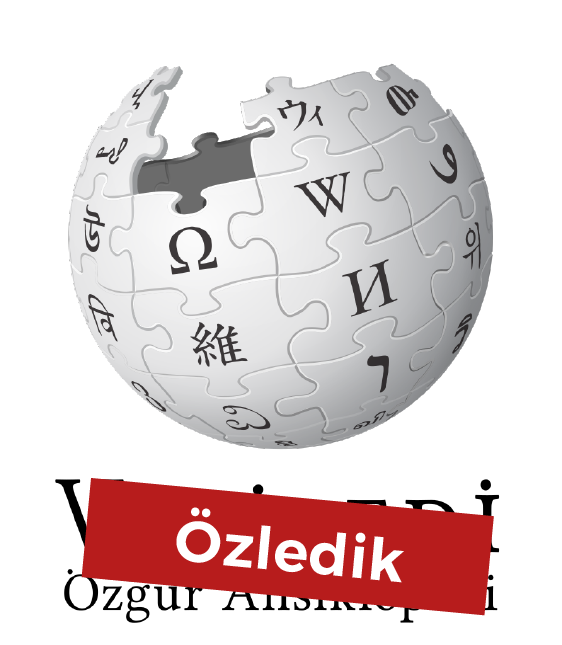
Logo der türkischen Wikipedia im Jahr 2018

Am 30. April 2018 berichtete TheVerge.com über die anhaltende Sperrung: Die Türkei betreibe die umfassendsten Sperrungen weltweit (so wurde bis zum 17. Mai 2019 z. B. in China nur die chinesische Sprachversion gesperrt, in der Türkei wie in China nach diesem Datum hingegen alle), was in Verbindung mit der Ausschaltung der freien Presse erhebliche Auswirkungen auf die Informationsquellen der Türkei habe. Durch die Blockade seien außerdem einheimische Autoren an der Mitarbeit gehindert, sodass kritische Stimmen aus dem Ausland nunmehr über die Inhalte der türkischen Wikipedia bestimmen würden. Seit dem März 2018 wurde der schwarze Zensurbalken des Logos durch einen roten Balken mit der Aufschrift Özledik („wir vermissen“) ausgetauscht, um auszudrücken, wie sehr die Wikipedia in der Türkei vermisst werde.